# Teresa Raquin (film 1915)
Teresa Raquin è un film muto italiano del 1915 diretto da Nino Martoglio.